# Heinz Hossdorf
Heinz Hossdorf (* 20. Dezember 1925 in Wiesbaden; † 10. Juni 2006 in Madrid) war ein Schweizer Bauingenieur.

## Leben
Heinz Hossdorf absolvierte an der ETH Zürich ein Bauingenieurstudium bis und mit Vordiplom. Später wählte er die Technische Hochschule Aachen (RWTH), um sein Fachstudium fortzusetzen. Gleichzeitig war er schon im Ingenieurbüro Rudolf Hascha in Basel teilzeitbeschäftigt. Hossdorf gründete 1953 sein eigenes Ingenieurbüro für Baustatik in Basel. Daraus entwickelte sich im Laufe der Zeit durch seine Nachfolger ab 1978 die Organisation Schnetzer Puskas Ingenieure. Den Grundstein legte Hossdorf durch den Prozess von vorgängigem Entwurf anspruchsvoller baulicher Tragwerke zusammen mit Architekten gefolgt von Belastungsversuchen an physischen Modellen in seinem eigenen Laboratorium, um seine Intuition zu bestätigen. Dieses Labor für Baustatik in Reinach BL, später in Basel wurde während seiner Tätigkeit von 1957 bis 1978 international bekannt. Dort entwickelte er zusammen mit Physikern und weiteren Ingenieuren neue Mess- und Versuchstechniken. Früh setzte er zusammen mit dem Computerhersteller Peter Dietz dessen Digitalrechner für seine Berechnungen ein. In Hossdorfs Buch Das Erlebnis Ingenieur zu sein schrieb Dietz das Kapitel Computermodellierung der gegenständlichen Welt. Ab 1980 konzentrierte sich Hossdorf auf die Entwicklung von Software für die Erfassung gegenständlicher Objekte (CAD). Hossdorf hatte bereits 1967 bis 1968 einen Lehrauftrag an der ETH Zürich. Dort war er später von 1997 bis 1998 Gastprofessor. Ab 1984 lebte Hossdorf in Madrid, Spanien. Seine Bauten schrieben sowohl Ingenieur- wie auch Architekturgeschichte.

## Werke
- Katholische Kirche in St. Gallen Winkeln mit dem damals gewagten, gewölbten, stützenlosen Betondach, entworfen zusammen mit Ernest Brantschen und dessen jungem Mitarbeiter Alfons Weisser, fertiggestellt 1959[5]
- Überdachung von Lagerhallen (VSK, heute COOP) in Wangen bei Olten. Neuartiger Einsatz eines vollständigen Modell-Vorspannsystems. Mikrobeton, 1961[6]
- Pavillon aus Kunststoff an der Landesausstellung der Schweiz (Expo 64)[7] in Lausanne, 1964
- Schalenüberdachung des Lesesaals der Universitätsbibliothek, Basel, 1964
- Dachkonstruktion des Stadttheaters Basel, 1978

## Ehrung
- Jahrespreis des Bundes Schweizer Architekten (BSA), 1999

## Publikationen
- Heinz Hossdorf: Baustatik. Lehrbuch, Bauverlag, Wiesbaden 1971
- Heinz Hossdorf: Das Erlebnis Ingenieur zu sein. Birkhäuser, Basel 2003. ISBN 978-3764360504